# Щурмгешюц IV
Щурмгешюц IV (на немски: Sturmgeschütz IV, StuG IV) е немско щурмово оръдие, използвано през Втората световна война. Изградено е на основата на шасито на танка Panzer IV с модифицирана горна част от щурмовото оръдие Sturmgeschütz III и въоръжено със 75-mm оръдие StuK 40 L/48 на Rheinmetall-Borsig.

## История
Първите опити на „Круп Грюзон“ (Fried. Krupp Grusonwerk AG) за създаване на щурмово оръдие на основата на шасито 9BW – Panzer IV Ausf. G, датират от февруари 1943 г.  Прототипът с горна част от Sturmgeschütz III Ausf. F и с челен брониран лист под наклон достига маса над 28 t. През 1943 г. започват изпитанията на ново щурмово оръдие, при което се използва горната част на успешното самоходно оръдие StuG III Ausf. G и на основата на танка Panzer IV. Първоначално е предвиждано серийната продукция на новото щурмово оръдие да започне, след като се прекрати това на танковете Panzer IV, но тяхното производство продължава до края на бойните действия в Европа. През септември 1943 г., след като заводите Алкет (Alkette) са сериозно разрушени от съюзническите бомбардировки и продукцията на щурмови оръдия рязко спада, е взето решение ускорено да се въведе в експлоатация новата машина. На 16 и 17 декември 1943 г. прототипите на Jagdpanzer IV и Sturmgeschütz IV са показани пред Хитлер и е одобрено незабавното им производство. По немския ведомствен рубрикатор щурмовото оръдие Sturmgeschütz IV (съкратено StuG IV) се води като Sd.Kfz. 167. До края на войната серийно са произведени 1108 машини и още 31 са от преработени шасита на повредени танкове Panzer IV. 

## Техническо описание

### Компоновка
Машината има класическа компоновка – в предната част се намира трансмисионното и отделението за управление, в средната част – бойното отделение, а в задната част е двигателят.
В предната част са разположени главният фрикцион, скоростната кутия, механизмите за завиване, органите за управление, контролните прибори и радиостанция. Отпред вляво е мястото за механик-водача. За разлика от StuG III то е изнесено в отделна бронирана кабина. В бойното отделение отляво са мерачът и зад него – командирът на оръдието, а вдясно е разположен пълначът-радист. В задната част се намира двигателят, охладителната и смазочната система. 

### Защита
Корпусът на машината е изграден от заварени бронирани листове. Челната броня е с дебелина 80 mm. Бордовете са с дебелина 30 mm, дъното, задната и горната част – 20 mm. Машините, произведени до септември 1944 г. имат и нанесено върху корпуса антимагнитно покритие цимерит (Zimmerit). На бордовете се монтират 5-милиметрови плътни защитни екрани (Schürtzen), а при по-късните версии – и решетест тип (Thoma Schürtzen). Като допълнителна защита допълнително на кабинката на механик-водача и част от предната броня се поставят и бетонни блокчета.

### Двигател и трансмисия
Двигателят е 12-цилиндров V-образен бензинов „Maybach“ HL 120 TRM с водно охлаждане, с мощност 300 к.с. (221 kW) при 3000 об./мин. Бензинът се съхранява в три резервоара с общ обем от 470 л. Горивоподаването се осъществява от две горивни помпи Solex. Има два двукамерни карбуратора 40 JFF II.
Трансмисията се състои от скоростна кутия, карданна предавка, тридисков главен фрикцион със сухо триене Fichtel&Sachs 120/HD, планетен механизъм за завиване, бордови предавки и механични спирачки Krupp. Скоростната кутия е тип ZF (Zahnradfabrik Friedrichshafen AG) SSG 77 с 6 скорости за движение напред и 1 за назад, тривална със съосно разположени водещ и воден вал и пружинно-дискови синхронизатори. 
Ходовата част е същата както при PzKpfw IV Ausf F. Водещите колела са отпред, а ленивците и механизмът за натягане на веригата – отзад. На всеки борд има осем опорни ролки с гумен бандаж с диаметър 470 mm и четири поддържащи ролки (като ходовата част на Panzer IV Ausf. H). Опорните ролки са сдвоени в четири балансирани тельожки. Окачването на тельожките е от листови ресори. В късните версии поддържащите ролки са намалени на три от всяка страна и са без гумен бандаж (като ходовата част на Panzer IV Ausf. J). Веригите са изградени от по 99 трака Kgs 61/400/120, с ширина 400 mm. През пролетта и есента за преодоляване на кални пътища се използват по-широки тракове, тип Ostketten. 
Машинното отделение е съоръжено с автоматична противопожарна система – при достигане на температура над 120° биметален датчик задейства пожарогасител, покриващ горивните помпи и карбураторите с противопожарна смес.

### Въоръжение
Основното въоръжение е 75-mm оръдие StuK 40 L/48, оборудвано с дулен спирач. Боекомплектът за оръдието включва 63 унитарни снаряда. Те могат да бъдат бронебойни PzGr39, подкалибрени PzGr 40, кумулативни GR 38 HL/B, фугасни SpGr 34 и димни NbGr. Оръдието се задейства от електроспусък. 
Като допълнително въоръжение в горната част на лафет Rundumfeuer MG е монтирана 7,92-mm картечница MG-34 (или MG-42), с боекомплект 500 патрона. Пълначът може да стреля с нея дистанционно, без да излиза от бойното отделение. Екипажът разполага допълнително и с картечен пистолет MP40 или MP44 – Sturmgewehr 44, с боекомплект 384 патрона. На по-късните версии в тавана на бойното отделение има допълнителен отвор за 27-mm противопехотен гранатомет Nahverteidigungswaffe. 

### Наблюдение и комуникация
Наблюдението от бойните процепи се осъществява с призми от триплексов стъклоблок. Механик-водачът използва за наблюдение две призми, монтирани в горната част на кабинката му. За наблюдение и целеуказване командирът използва артилерийски далекомер Sf 14z, а за допълнителен обзор куполката му е ообрудвана със 7 призми. Мерачът използва прицели Sfl. Z.F. 1a (Selbstfahrlafetten-Zielfernrohr) – за близки цели, и Rblf 36 – за далечни цели. Прицелът Sfl. Z.F. 1a е калибриран до 2000 m за бронебойни снаряди и до 1500 m за кумулативни.
За радиовръзка се използват УКВ радиостанции FuG 15 SE 10 U и FuG 16. Вътрешната връзка се осъществява чрез разговорно устройство за четирима души FuG Spr.
За сигнализация командирът разполага и с 27-mm сигнален пистолет Walther LP или LP-42.

## Модификации
Краткият производствен цикъл на StuG IV е причина за малко модифицирания на първоначалната машина. На първите 30 бройки, произведени от „Нибелунгенверк“ (Nibelungenwerke) са монтирани оръдия със старата маска от Stug 40 Ausf. F8. Всички останали машини са съоръжени с маска тип „свинска глава“ (Saukopfblende).
По-късната версия на StuG IV има няколко характерни отлики:
- ходовата част е с по 3 опорни ролки, а не с по 4;
- люковете на пълнача се отварят в посока ляво-дясно, а не напред-назад;
- дулният спирач на оръдието е променен и е добавена опора за оръдието при походно положение;
- добавена е курсова картечница, стреляща през отвор в оръдейната маска; ауспусите на двигателя са два и са вертикални;
- в тавана на бойното отделение е добавен отвор за противопехотен гранатомет.

## Бойно използване
StuG IV са използани както в частите на щурмовата артилерия, така и в танковите части. Организацията на частите е същата както и на тези с StuG III и StuG 40. Трудно се определя броят на постъпилите в отделните части щурмови оръдия, доколкото не е правено изрично разграничение между StuG III и StuG IV. В периода 1944-45 г. са използвани и за попълване на загубите в танковите батальони. 
Към момента има запазени само 3 щурмови оръдия StuG IV – 2 в Полша и 1 в Латвия.